# Himukai-daijingū
Himukai-daijingū (日向大神宮) är en shinto-helgedom belägen vid berget Shinmeisan, i Yamashina-ku, Kyoto. Den nämns i verket engishiki från 900-talet, och dess shakaku-rang var sonsha (byhelgedom). Den kallas även för "Kyotos Ise".

## Dedikering
Himukai-daijingū har två honden (huvudhelgedomar) kallade naikū och gekū. I naikū (den övre helgedomen) dyrkas Amaterasu-Ōmikami, Takiribime-no-Mikoto, Ichikishimahime-no-Mikoto, och Tagitsuhime-no-Mikoto. I gekū (den lägre helgedomen) dyrkas Amatsuhikohononinigi-no-Mikoto och Ame-no-Minakanushi-no-Kami.

## Historia
Enligt lokal tradition grundades helgedomen av japans 23:e kejsare, Kenzō, som lät flytta hit en kami från toppen av ett berg i Takachiho på Kyūshū. Vissa källor anser att den är densamma som Himukai-jinja, vilken nämns i engishiki som en shōsha, medan andra menar att detta hänvisar till en annan helgedom.
Helgedomen brändes ned under ōninkriget, vilket ledde till ett avbrott is dess historia. Under edoperioden byggdes den upp igen av en filantrop, och blev en populär plats för att be om säkerhet i samband med resor.
I det moderna systemet för rangordning av shinto-helgedomar blev den rankad som sonsha (byhelgedom). Efter andra världskriget blev den till skillnad från många andra helgedomar medlem i jinja-honkyō, istället för jinja-honchō (shintoförbundet).